# Nightlife
Nightlife är det fjärde studioalbumet av det irländska rockbandet Thin Lizzy, utgivet 1974. Albumet är den första med den klassiska Thin Lizzy-uppsättningen med gitarristerna Scott Gorham och Brian Robertson. Tidigare hade Eric Bell spelat gitarr på bandets album.

## Låtlista
Samtliga låtar skrivna av Phil Lynott, om inte annat anges.
1. "She Knows" - (Gorham, Lynott) 5:13
2. "Nightlife" - 3:57
3. "It's Only Money" - 2:47
4. "Still in Love With You" - 5:40
5. "Frankie Carroll" - 2:02
6. "Showdown" - 4:32
7. "Banshee" - 1:27
8. "Philomena" - 3:41
9. "Sha La La" - (Downey, Lynott) 3:27
10. "Dear Heart" - 4:35

## Medverkande
- Scott Gorham - gitarr
- Phil Lynott - elbas, sång, gitarr
- Brian Downey - trummor, slagverk
- Brian Robertson - gitarr, kör

### Övriga medverkande
- Jean Russell - keyboard
- Frankie Miller - sång ("Still In Love With You")
- Gary Moore - gitarr ("Still In Love With You")